# 5728 (année hébraïque)
5728 (hébreu : ה'תשכ"ח , abbr. : תשכ"ח) est une année hébraïque qui a commencé à la veille au soir du 5 octobre 1967 et s'est finie le 22 septembre 1968. Cette année a compté 354 jours. Ce fut une année simple dans le cycle métonique, avec un seul mois de Adar. Ce fut la seconde année depuis la dernière année de chemitta.
En l'an 5728, l'État d'Israël a fêté ses 20 ans d'indépendance.

## Calendrier
Ce calendrier hébraïque de l'année 5728 donne les correspondances avec les dates du calendrier grégorien.
Le premier nombre dans chaque case correspond au jour du mois hébraïque. Les jours en couleurs sont des jours remarquables juifs ou israéliens.
| ◄◄ | 5728 | ►► |

## Événements
- Résolution 242 du Conseil de sécurité des Nations unies
- Bataille de Karameh

## Naissances
- Arnaud Cohen
- Debra Messing

## Décès
- Paula Ben Gourion
- Lev Landau

5723 - 5724 - 5725 - 5726 - 5727 - 5728 - 5729 - 5730 - 5731 - 5732 - 5733